# 이도관
이도관(1992년 2월 27일 ~ )은 대한민국의 복싱, 종합격투기 선수이다. 177cm, 70kg.

## 생애
- 2007년 WBC 세계 챔피언 지인진에 의해 발굴, 경기도 선수권 우승.
- 복싱 4전 4승 (4ko). 킥복싱 2전 2승 (1ko, 1split).
- 2011년 종합 격투기로 전향하여 활동

## 기타
- 한국체육대학교 11'
- 국민대학교 12'